# Buxus moctezumae
Buxus moctezumae är en buxbomsväxtart som beskrevs av Egon Köhler, R. Fernandez och S. Zamudio. Buxus moctezumae ingår i släktet buxbomar, och familjen buxbomsväxter. Inga underarter finns listade i Catalogue of Life.